# 弘化谷古墳
弘化谷古墳（こうかだにこふん）は、福岡県八女郡広川町に所在する円墳である。国の史跡に指定。八女古墳群を構成する1基。

## 概要
墳丘直径約39m・高さ約7mを測る2段築成の円墳。周堀・周堤を含めた外径は約55mに達し、当地方では最大の規模を誇る。1970年果樹園造成中に偶然発見された。
埋葬施設はやや胴張りのある横穴式石室で、片岩の割石が積み上げられ、内部には埋葬者を安置する石屋形が設置されていた。石屋形の奥壁や側壁には赤や緑色で円文・同心円文・三角文・双脚輪状文・靫が描かれている。古墳発見時に石室の3分の1は破壊されてしまったが、後に復元整備され、保存施設が建てられ壁画が保護されている。
注目されるのは、文様の中に「双脚輪状文」が存在することである。この文様は全国でも4例しか確認されておらず、非常に地域色の強いものである。また、同じく肥後系の内部施設である石屋形の存在も併せて、本古墳の被葬者と肥後地方との強い関わりが考えられる。
弘化谷古墳が造営された時期は、石室が単室であるなどの特徴から、八女市の丸山塚古墳よりもやや先行する6世紀中頃と推定されている。
現在、隣接する石人山古墳と共に公園として整備されている。石室は春と秋の年2回一般公開されており、またこふんぴあ広川には石室の複製が展示されている。